# Micael Lundmark
Leif Micael Lundmark (ur. 27 września 1986 w Skellefteå, zm. 17 czerwca 2023 w Sztokholmie) – szwedzki snowboardzista. Zajął 27. miejsce w halfpipe’ie na igrzyskach olimpijskich w Turynie. Nie startował na mistrzostwach świata w snowboardzie. Najlepsze wyniki w Pucharze Świata w snowboardzie osiągnął w sezonie 2002/2003, kiedy to zajął 14. miejsce w klasyfikacji Big Air.

## Sukcesy

### Igrzyska olimpijskie
| Miejsce | Dzień     | Rok  | Miejscowość | Konkurencja | Zwycięzca   |
| ------- | --------- | ---- | ----------- | ----------- | ----------- |
| 27.     | 12 lutego | 2006 | Turyn       | Halfpipe    | Shaun White |

### Puchar Świata

#### Miejsca w klasyfikacji generalnej
- 2001/2002 – –
- 2002/2003 – –
- 2003/2004 – –
- 2004/2005 – –
- 2005/2006 – 114.
- 2006/2007 – 193.
- 2007/2008 – 191.
- 2008/2009 – 290.

#### Miejsca na podium
1. Arosa – 15 marca 2003 (Big Air) – 3. miejsce